# Andreas Niemeier
Andreas Niemeier (auch: Andreas Niemeierus und Andreas Nimeierus; * vor 1594 in Hannover; † 1626 in Jeinsen) war ein deutscher evangelischer Geistlicher.

## Leben
Der aus Hannover stammende Niemeier wirkte Ende des 16. Jahrhunderts ab 1594 kurzzeitig als Konrektor an der Schule in Celle sowie als Celler Kantor, bevor er kurz danach – ebenfalls als Konrektor – an der städtischen Schule seiner Heimatstadt tätig wurde. 1696 wurde er als Nachfolger von Rupert Erythropel zum Prediger an die Kreuzkirche berufen.
Knapp zwei Jahrzehnte später ging Niemeier 1615 als Superintendent nach „Jamsen“ im Calenberger Land, wo er mitten im Dreißigjährigen Krieg im Jahr 1626 starb.

## Schriften
- Oratio De Lavde Patriae Hannoveræ : scripta & publicè pronunciata in præsentia R: Ministerij, Senatus ... Magistrorum ... eiusdem scholæ, juvenum., Hildesij, apud Andream Hantzsch, Anno 1603
- Leichenpredigt aus Jeremias 31, über den Hofgerichtsprokurator Petrus Reckler, Hildesheim 1603[2]
- Trost Predigt Uber dem Tödlichen Abgang der Erbarn und Vieltugentsamen Jungfrawen Elisabeth Reckleren: deß ... Herrn Petri Reckleren Fürstlichen Brunschwigischen Advocaten, Eheleiblicher Tochter : Welche den 4. Septembris: Im Jahr Christi/ 1599. ... abgescheiden / Den hochbetrübten Eltern zum trost gestellet Durch M. Andream Niemeiern Predigern zum heiligen Creutz in Hannober, Hildesheim: Andreas Hantzsch, 1603
- Eine Christliche Leichpredigt aus dem 31. Cap. Jeremiae : Gehalten für Hannober in der Kirchen S. Nicolai. Bey der Begräbnis/ weiland des ... Petri Reckleri fürstlichen Braunschwigischen Hoffgerichts/ geschwornem Advocati und Procuratoris: welcher den 28. Januarij/ Jahrs 1602. ... Abgescheiden/ und den 31. Tag desselben Monats ehrlich zur Erden bestattet / Durch. M. Andream Neumeierum Hannoveranum zum heiligen Creutz daselbst Predigern, Hildesheim: Andreas Hantzsch, 1603
- TrostPredigt. Vber den Tödlichen Abgang/ Des Weyland ... Herman Rauscheplaten/ Erbgesessen zu Sellenstedt : welcher im 79. Jahr seines Alters/ Anno 1619. den 3. Februarii ... in der Stadt Hildeßheimb im Herren entschlaffen. Folgendes den 18. Martii/ in der Stiffts-Kirchen Wülffinghausen ... bestattet worden/ gehalten in grosser Versamlung ... / Durch M. Andream Meumejerum [!], Pastoren vnd Superintendenten zu Jeinsen, Wolffenbüttel: Elias Holwein, 1619
- Zwo Christliche Leichpredigten/ Die Erste/ Bey dem Begräbnüß/ Des ... Lvcassen Langemantel von Sparren/ Fürstlichen Braunschweigischen alten fürnehmen Rahts vnd Großvogten zum Calenberg : Welcher den ersten Octob. ... seines Alters sechs vnd funfftzig Jahr ... entschlaffen/ vnnd den sieben vnnd zwantzigsten ... in der Kirchen zu Jeinsen ... bestattet worden / Gehalten von M. Andrea Neumeiero, Pastorn vnd Superintendenten daselbst, Hildeßheimb: Joachim Gössel, 1624

## Archivalien
Archivalien von und über Andreas Niemeier finden sich beispielsweise
- als Gedichte Niemeiers im Stadtarchiv Hannover[4]